# Риддлс, Либби

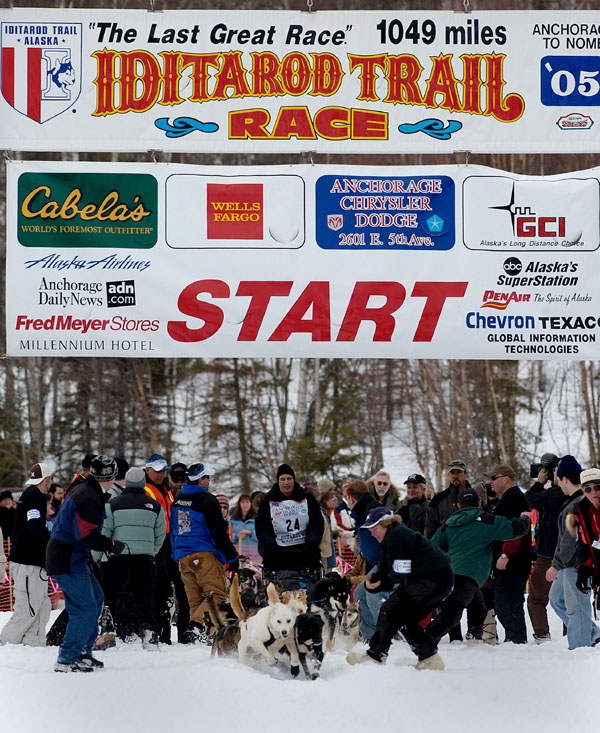
Старт гонок на собачьих упряжках Iditarod Trail Sled Dog Race

Либби Риддлс (англ. Libby Riddles , род. 1 апреля 1956, Мадисон, штат Висконсин, США) — первая женщина, выигравшая в 1985 году в ежегодной гонке на собачьих упряжках Iditarod на Аляске, американская писательница.
В 1973 году Либби Риддлс уехала из Висконсина на Аляску. Здесь она заинтересовалась ездовым спортом, ездовыми собаками, умением каюров управлять собачьими упряжками. Через некоторое время один из друзей Либби убедил её попробовать свои силы в этом виде экстремального спорта. Гонки на собачьих упряжках пришлись Риддлс по душе, и она начала тренироваться для участия в Iditarod.
В 1978 году она приняла участие в гонках Clines Mini Mart Sprint и завоевала первое место. После окончания гонок Iditarod в 1980—1981 годах Либби занимала 18-е и 20-е место. Так как первые попытки не принесли успеха, она решила, что для его достижения, ей придется разводить и тренировать своих собственных собак. Либби и её партнёр Джо Гарни вместе стали разводить специальных ездовых собак и готовить их для гонок на Аляске.
Для участия в Iditarod необходима команда из 16 собак и каюра. Общая протяжённость гонок, длящихся от 8 до 15-ти дней, 1868 км. Стартуют гонки из Уиллоу (неподалёку от Анкориджа) до Нома.
В результате 20 марта 1985 года, преодолев 1161 милю сквозь снежные метели и бураны, Либби Риддлс стала первой из женщин, чемпионом в Iditarod Trail Sled Dog RaceIditarod.
После победы в Iditarod в течение 6 лет жила на Аляске среди эскимосов. Занялась литературным творчеством, написала три книги о гонках на собачьих упряжках, в том числе:
- Storm Run: The Story of the First Woman to Win the Iditarod Sled Dog Race[1]
- Danger:The Dog Yard Cat[2]"